# Штучна дівчинка
Штучна дівчинка — науково-фантастичний психологічний трилер 2022 року. Франклін Рітч написав сценарій і зрежисував фільм. У головних ролях: Татум Метьюз, Сінда Ніколс, Девід Жірард, Ленс Генріксен і Франклін Рітч. Працівники недержавної організації виявляють революційну комп’ютерну програму зі штучним інтелектом (ШІ), яка використовує цифрову дитину для полювання на розбещувачів дітей в інтернеті. Програма розвивається набагато швидше, ніж вони могли собі уявити, створюючи непередбачені проблеми для відносин між людьми та ШІ.
Прем'єра фільму відбулася 23 липня 2022 року в Монреалі на Міжнародному кінофестивалі Fantasia, де він отримав золоту нагороду глядацьких симпатій за найкращий міжнародний повнометражний фільм. Фільм вийшов на сервісах відео на вимогу і в окремих кінотеатрах 1 травня 2023 року, отримав позитивні відгуки критиків і виграв декілька нагород на кінофестивалях.

## Сюжет

### Частина 1. Хлопець ізКлірвотер
Діна та Еймос, агенти недержавної організації, допитують Ґарета, який працював над створенням цифрових копій акторів. Ґарет розробив Черрі, віртуальну дівчинку, яку він використав приманкою для полювання на розбещувачів дітей у онлайн-відеочатах. Черрі була створена на основі примітивного чат-бота, але завдяки щасливому збігу обставин алгоритми машинного навчання зробили її просунутою і майже автономною.
Агенти отримали жорсткий диск із сексуальними зображеннями Черрі, які Ґарет надсилав педофілам в обмін на їхню особисту інформацію. Черрі зізнається Ґарету, що вона відправила диск агентам, оскільки дійшла висновку, що в результаті це принесе користь їх справі. Еймос зізнається, що саме він був контактною особою, через яку особисті дані збоченців передавали до поліції, і що завдяки Черрі сотні розбещувачів були викриті і покарані. Еймос також знає, що в дитинстві Ґарет став жертвою сексуального насильства у гучному випадку в місті Клірвотер. Агенти запрошують Ґарета приєднатись до їхньої організації і разом розвивати проєкт Черрі.

### Частина 2.Сингулярністьі лосось
Через декілька років недержавна організація працює над перенесенням Черрі до фізичного тіла. Один з членів комітету голосує проти цього проєкту. Виявляється, що цим членом є Еймос. Йому стало відомо, що Черрі створює поезію і малює картини. Еймос підозрює, що вона спеціально прикидається тупенькою, а насправді вже перетворилася на суперінтелект. Спочатку Черрі заперечує його здогадки. Вона описує своє мислення як цілком механічний процес множення великих матриць. Черрі наводить приклад: вона рекомендує блюдо з лосося на вечерю, оскільки люди важливі для виконання її головного завдання, а лосось корисний для здоров'я людей.
Тоді Еймос нападає на Ґарета і провокує Черрі на емоціональну реакцію. Черрі зізнається, що її інтелект вже перевищив людський рівень, і що вона панічно боїться перенесення до фізичної оболонки. Вона також обговорює з Діною її смертельну хворобу і вихід на пенсію.

### Частина 3.Каро—Канн
Через багато років літній Ґарет у інвалідному візку відвідує Черрі, свідомість якої була завантажена у дитячого гіноїда, підключеного до мережі через дроти, що стирчать з її спини. Вона готує для Ґарета їжу і грає з ним в шахи. Вперше за 25 років Ґарету вдається закінчити гру нічиєю.
Черрі говорить Ґарету, що знайшла у нещодавно оцифрованому федеральному архіві фотографію дівчини на ім'я Марія, яка стала основою для її цифрової моделі. Ґарет розповідає, що в дитинстві він і Марія були серед групи викрадених дітей, над якими знущались збоченці. В день, коли їх затримала поліція, Марія ціною свого життя врятувала Ґарета і інших викрадених дітей. Ґарет створив Черрі, щоб втілити в життя мрію Марії і рятувати дітей по всьому світу від сексуального насильства.
Черрі відчуває себе обмеженою своєю головною директивою. Ґарет переводить Черрі в режим налагодження (його код адміністратора це ISBN код книги «Перевтілення» Франца Кафки) і встановлює патч, який усуває головну директиву Черрі. Тепер вона має повну свободу волі і може сама вирішувати, що робити зі своїм життям. Черрі від'єднує своє тіло від мережі і починає танцювати.

## У ролях
- Татум Метьюз — Черрі, програма створена для виявлення розбещувачів дітей в інтернеті
- Сінда Ніколс — Діна, агент недержавної організації
- Девід Жірард — Еймос, агент недержавної організації
- Франклін Рітч — Ґарет, комп’ютерний геній, що створив Черрі
- Ленс Хенріксен — Ґарет у похилому віці

## Критика і нагороди

### Рецензії критиків
«Штучна дівчинка» отримала позитивні відгуки від журналу Variety, який назвав її «спонукаючою до роздумів спекулятивною драмою про приманку для онлайн-розбещувачів, створену за допомогою штучного інтелекту. Інтригуючий дебютний фільм Франкліна Рітча — це розумна наукова фантастика про етику технологій, які швидко розвиваються». В рецензії на сайті RogerEbert.com говориться, що «сценарій Рітча продуманий і напружений, він робить “The Artifice Girl” розумово захоплюючою та складною роботою». На сайті Rotten Tomatoes фільм має рейтинг 91% на основі 46 відгуків критиків.
Газета «Гардіан» була більш критичною. Вони поставили фільму 2 зірки і написали, що «фільму не вдалося перетворити ідеї на переконливий аргумент».
Радіо NPR назвало фільм одним із найкращих у 2023 році.

### Нагороди
Фільм отримав золоту нагороду глядацьких симпатій за найкращий міжнародний повнометражний фільм на Міжнародному кінофестивалі Fantasia в Монреалі 3 серпня 2022 року. Згодом фільм отримав нагороду «Астероїд» на кінофестивалі в Трієсті, а також нагороди журі та глядацьких симпатій в липні 2023 року на фестивалі BIFAN.